# Łuk Trajana w Benewencie
Łuk Trajana w Benewencie – rzymski łuk triumfalny, wzniesiony w 114 roku n.e. na pamiątkę zakończenia budowy drogi (via Traiana), łączącej Benewent z portem w Brundisium.
Jest to jednoprzęsłowa budowla, architektonicznie stanowiąca prawie dokładną kopię Łuku Tytusa w Rzymie. Dekoracja rzeźbiarska zdobi obydwie fasady łuku. Umieszczone na nich reliefy przedstawiają cesarza Trajana odbierającego hołd od upersonifikowanej Dacji, nadzorującego budowę portu w Portus, składającego ofiarę jako najwyższy kapłan czy rozdającego pieniądze ludowi, w pachwinach łuku ukazano natomiast Wiktorie, personifikacje pór roku i bóstwa morskie. Płaskorzeźbami ozdobiono także obydwie strony wieńczącej łuk attyki. Od strony miasta umieszczono na niej symboliczną scenę, w której Trajan triumfalnie wkracza do Rzymu i otrzymuje jako symbol władzy od boga Jowisza jego piorun. Bramę zdobią ustawione na cokołach kolumny w porządku kompozytowym.